# Meisterstiche
De Meisterstiche zijn een reeks van drie gravures uit de periode 1513-1514, gemaakt door de Duitse renaissancekunstenaar Albrecht Dürer. Ze zijn van een ongewoon groot formaat, vergeleken met Dürers overige graveerwerk. De gravures zijn ongeveer even groot, en zijn stilistisch hetzelfde. Er is weinig samenhang tussen de composities en de onderwerpen van de drie gravures, maar alle drie worden gekenmerkt door een overdaad aan iconografie. 
De gravures die tot de Meisterstiche worden gerekend, zijn:
- Melencolia I
- De Heilige Hiëronymus in zijn studeervertrek
- Ridder, Dood en Duivel

De gravures vormen een spirituele eenheid: verondersteld wordt dat de gravures de drie middeleeuwse deugden zouden vertegenwoordigen. Ridder, Dood en Duivel zou dan voor de morele deugd staan, De Heilige Hiëronymus voor de godsdienstige deugd, en Melencolia I voor de wetenschappelijke deugd.

## Galerij

De drie Meisterstiche
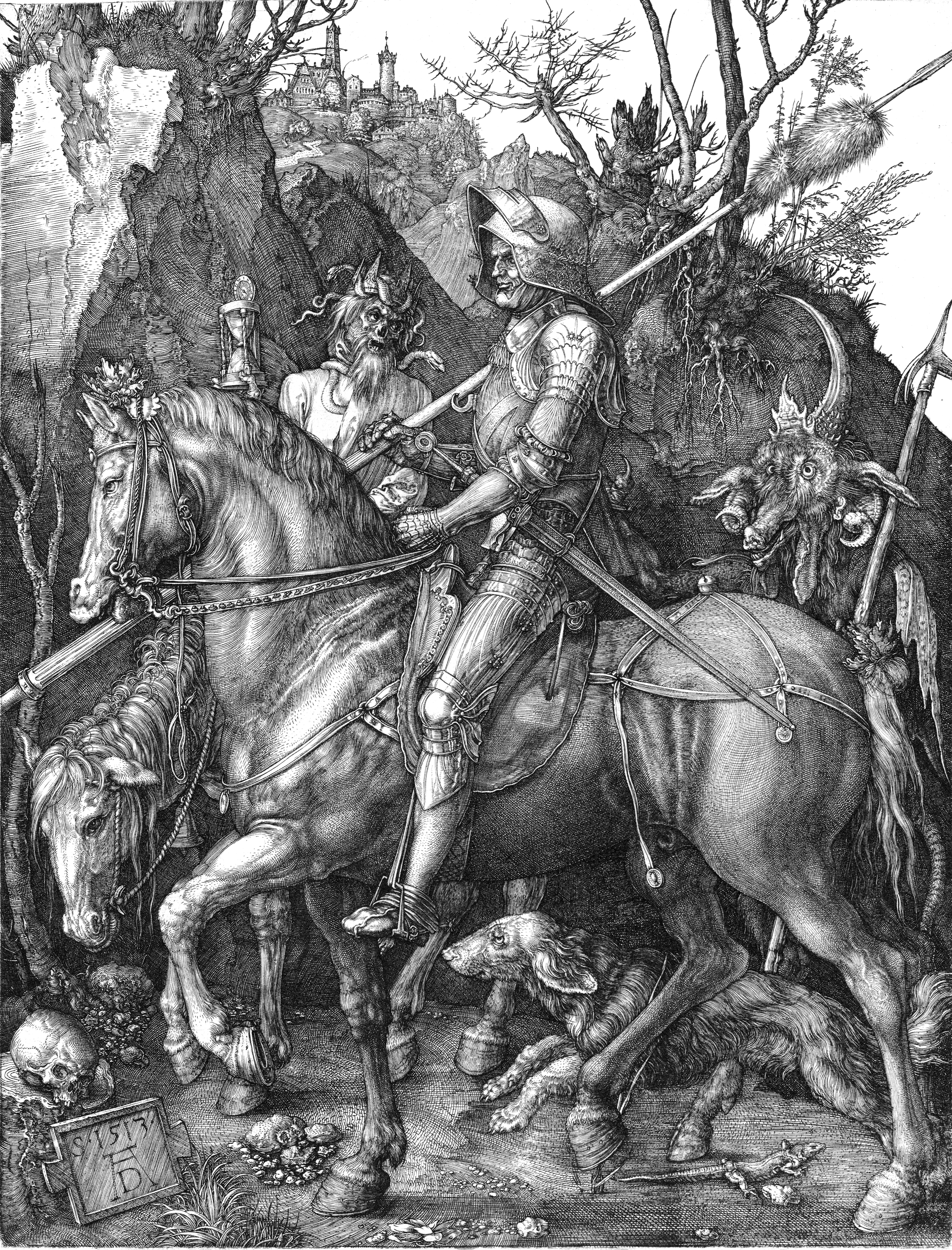
Ridder, Dood en Duivel
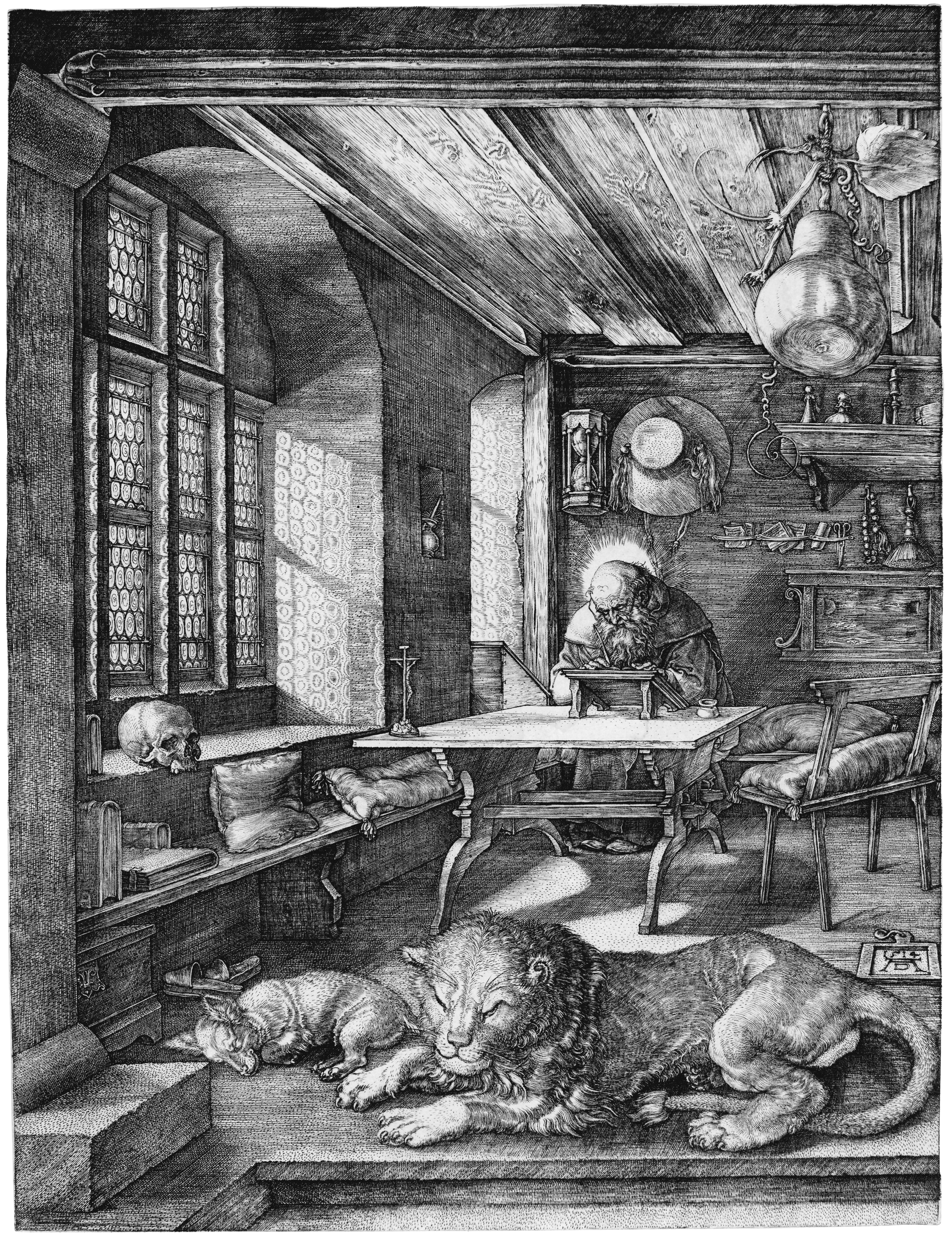
De Heilige Hiëronymus in zijn studeervertrek
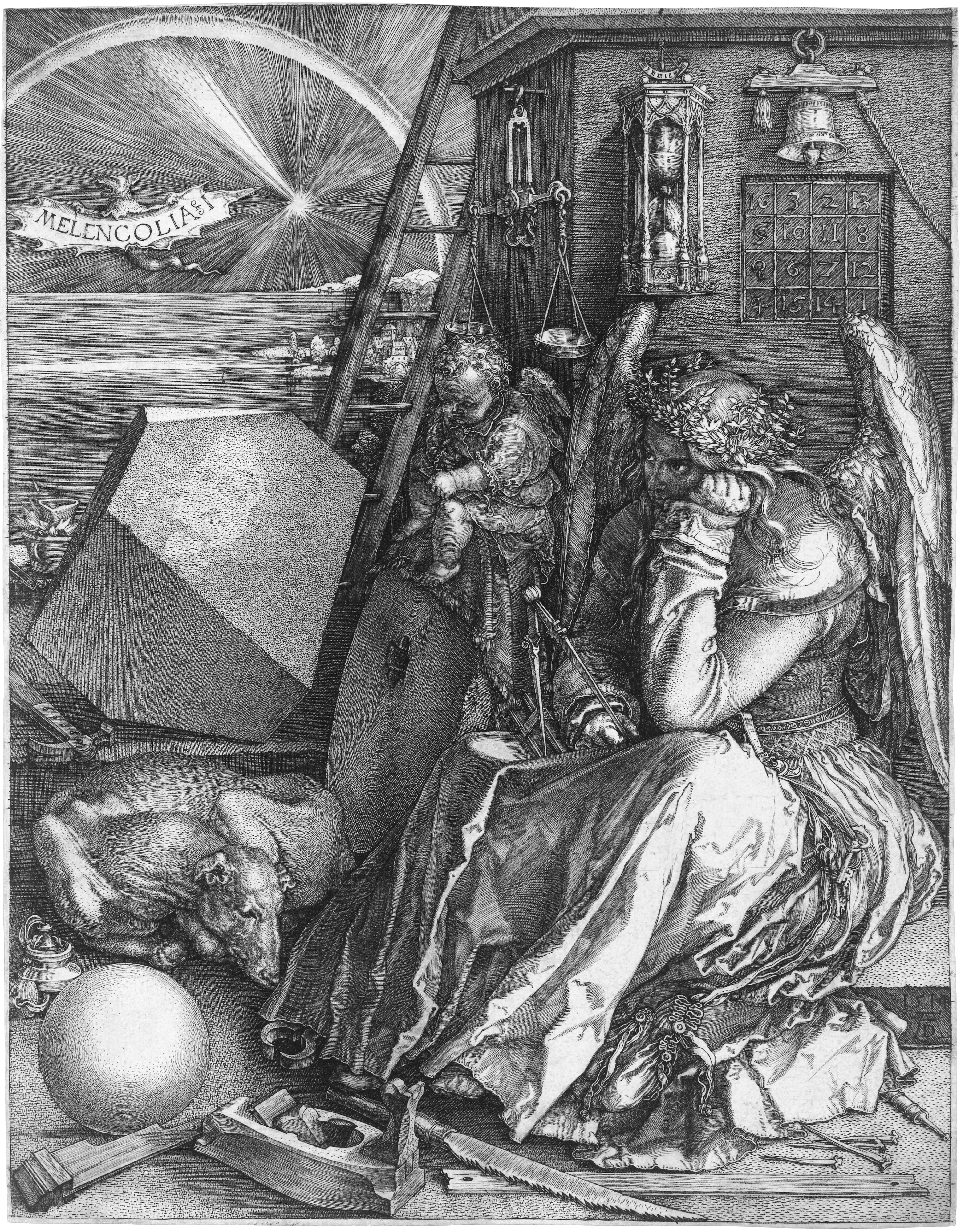
Melencolia I